# Hoe duur was de suiker (film)
Hoe duur was de suiker is een Nederlandse film (2013) en miniserie (2014) over de vroegere slavernij in de voormalige Nederlandse kolonie Suriname. Het verhaal is gebaseerd op de gelijknamige roman van Cynthia McLeod. In eerste instantie zou het gaan om een miniserie, maar tijdens de productie werd besloten om de titel eerst uit te brengen als bioscoopfilm.
De film ging op woensdag 25 september 2013 in première als openingsfilm van het Nederlands Film Festival. De Kijkwijzer heeft hem bestempeld als voor zestien jaar en ouder en daarnaast de waarschuwingen gegeven van geweld, grof taalgebruik en discriminatie.
De miniserie was in februari en maart 2014 te zien bij de VARA. De eerste uitzending vond plaats op zaterdag 8 februari 2014 op Nederland 2. De serie gebruikt dezelfde beelden als in de film, maar de serie heeft ruim een uur aan extra filmmateriaal.
Het gedicht De koloniale tijd (1970) van Corly Verlooghen inspireerde McLeod tot de titel Hoe duur was de suiker.

## Historische onjuistheden
Het verhaal begint in het jaar 1747 en in de film zitten een aantal anachronismes.
- In de film wordt het hand geven getoond als begroeting, zelfs tussen mannen en vrouwen, terwijl dit gebruik pas later is opgekomen.
- Nathan is kanshebber voor het ambassadeurschap van Italië in Rome, de Italiaanse staat werd meer dan een eeuw later een eenheid.
- In een orkest zijn euphoniums te zien, hoewel deze pas na de 18e eeuw zijn ontwikkeld.
- De glasvensters in de huizen kwamen in het koloniale Paramaribo niet voor.

## Rolbezetting
- Gaite Jansen - Sarith
- Yootha Wong-Loi-Sing - Mini-Mini
- Kees Boot - Julius Robles Medina
- Yannick van de Velde - Rutger le Chasseur
- Anna Raadsveld - Elza
- Bart Klever - Masra Levi
- Genelva Krind - Maisa
- Deirdre Wolhuter - Rachael
- Maurits Delchot - Caesar
- Jaap Spijkers - Van Omhoog
- Benja Bruijning - Nathan